# Dreher Antal (1849–1921)
Ifjabb Dreher Antal (Bécs, 1849. március 21. – Kettenhof bei Schwechat, 1921. augusztus 7.) sörgyáros, a magyar sörkartell megszervezője, Dreher Antal (1810–1863) nagyiparos fia.

## Életútja
Mivel ifjabb Dreher Antal még csak 14 éves volt apja halálakor, így csak 1870-ben vehette át a négy Dreher serfőzde (Schwechat, Kőbánya, Triest, Michelob) vezetését. Fejlesztette gyárai technológiáját és bővítette kapacitásukat. Gyárai közül a kőbányai hamarosan Magyarország legnagyobb sörgyárává vált. A környéken egymás után épült újabb serfőzdék (1892: Dreher Antal Serfőzdéjének fejlődését. A négy gyárból álló konszern 1890-ben már 1,2 millió hektoliternyi sört termelt. 
Dreher Antal 1898-ban megvásárolta a martonvásári Brunszvik-kastélyt. Ismert volt mint versenyistálló-tulajdonos is. 1902-től az osztrák Urak Házának (felsőház) tagja.
Három fia közül Jenő vette át vállalatai vezetését.